# ATP Bologna Outdoor 1998 - Qualificazioni doppio
Le qualificazioni del doppio  dell'ATP Bologna Outdoor 1998 sono state un torneo di tennis preliminare per accedere alla fase finale della manifestazione. I vincitori dell'ultimo turno sono entrati di diritto nel tabellone principale. In caso di ritiro di uno o più giocatori aventi diritto a questi sono subentrati i lucky loser, ossia i giocatori che hanno perso nell'ultimo turno ma che avevano una classifica più alta rispetto agli altri partecipanti che avevano comunque perso nel turno finale.
Le qualificazioni del doppio del torneo ATP Bologna Outdoor 1998 prevedevano 4 coppie partecipanti di cui una è entrata nel tabellone principale.

## Teste di serie
1. Álex Calatrava /  Dominik Hrbatý (Qualificati)

1. Joan Balcells /  David Sánchez (ultimo turno)

## Qualificati
1. Álex Calatrava  /   Dominik Hrbatý

## Tabellone

### Legenda
| - Q = Qualificato - WC = Wild card - LL = Lucky loser | - ALT = Alternate - SE = Special Exempt - PR = Protected Ranking | - w/o = Walkover - r = Ritirato - d = Squalificato |

|  | Primo turno | Primo turno                           | Primo turno                       | Primo turno | Primo turno |  |  | Ultimo turno | Ultimo turno                  | Ultimo turno | Ultimo turno | Ultimo turno |  |
|  |             |                                       |                                   |             |             |  |  |              |                               |              |              |              |  |
|  | 1           | Álex Calatrava Dominik Hrbatý         | 6                                 | 6           | 7           |  |  |              |                               |              |              |              |  |
|  |             | Emilio Benfele Álvarez Jose Imaz-Ruiz | 7                                 | 4           | 6           |  |  | 1            | Álex Calatrava Dominik Hrbatý | 4            | 6            | 6            |  |
|  | 2           | Joan Balcells David Sánchez           | Joan Balcells David Sánchez       | 6           | 6           |  |  | 2            | Joan Balcells David Sánchez   | 6            | 3            | 1            |  |
|  |             | Marco Pontarin Matteo Valdesalici     | Marco Pontarin Matteo Valdesalici | 1           | 2           |  |  |              |                               |              |              |              |  |